# 18.ª etapa del Tour de Francia 2019
La 18.ª etapa del Tour de Francia 2019 tuvo lugar el 25 de julio de 2019 entre Embrun y Valloire sobre un recorrido de 207 km y fue ganada en solitario por el colombiano Nairo Quintana del Movistar. Un día más, el francés Julian Alaphilippe mantuvo el maillot jaune.

## Clasificación de la etapa
| \| Clasificación de la etapa \| Clasificación de la etapa \| Clasificación de la etapa \| Clasificación de la etapa \| Clasificación de la etapa \| \| Ciclista \| Ciclista \| Equipo \| Tiempo \| \| \| ------------------------- \| ------------------------- \| ------------------------- \| ------------------------- \| ------------------------- \| \| 1.º \| Nairo Quintana \| Movistar Team \| 5 h 34 min 15 s \| \| \| 2.º \| Romain Bardet \| AG2R La Mondiale \| + 1 min 35 s \| \| \| 3.º \| Alexéi Lutsenko \| Astana \| + 2 min 28 s \| \| \| 4.º \| Lennard Kämna \| Team Sunweb \| + 2 min 58 s \| \| \| 5.º \| Damiano Caruso \| Bahrain-Merida \| + 3 min 00 s \| \| \| 6.º \| Tiesj Benoot \| Lotto-Soudal \| + 4 min 46 s \| \| \| 7.º \| Michael Woods \| EF Education First \| + 4 min 46 s \| \| \| 8.º \| Egan Bernal \| Team Ineos \| + 4 min 46 s \| \| \| 9.º \| Serge Pauwels \| CCC Team \| + 4 min 46 s \| \| \| 10.º \| Steven Kruijswijk \| Team Jumbo-Visma \| + 5 min 18 s \| \| |                   |                    |                 |
| |                   |                    |                 |
| Fuente: ProCyclingStats |                   |                    |                 |
| Clasificación de la etapa |                   |                    |                 |
| Ciclista | Ciclista          | Equipo             | Tiempo          |
| 1.º | Nairo Quintana    | Movistar Team      | 5 h 34 min 15 s |
| 2.º | Romain Bardet     | AG2R La Mondiale   | + 1 min 35 s    |
| 3.º | Alexéi Lutsenko   | Astana             | + 2 min 28 s    |
| 4.º | Lennard Kämna     | Team Sunweb        | + 2 min 58 s    |
| 5.º | Damiano Caruso    | Bahrain-Merida     | + 3 min 00 s    |
| 6.º | Tiesj Benoot      | Lotto-Soudal       | + 4 min 46 s    |
| 7.º | Michael Woods     | EF Education First | + 4 min 46 s    |
| 8.º | Egan Bernal       | Team Ineos         | + 4 min 46 s    |
| 9.º | Serge Pauwels     | CCC Team           | + 4 min 46 s    |
| 10.º | Steven Kruijswijk | Team Jumbo-Visma   | + 5 min 18 s    |

## Clasificaciones al final de la etapa

### Clasificación general(Maillot Jaune)
| \| Clasificación general \| Clasificación general \| Clasificación general \| Clasificación general \| Clasificación general \| \| Ciclista \| Ciclista \| Equipo \| Tiempo \| \| \| --------------------- \| --------------------- \| --------------------- \| --------------------- \| --------------------- \| \| 1.º \| Julian Alaphilippe \| Deceuninck-Quick Step \| 75 h 18 min 49 s \| \| \| 2.º \| Egan Bernal \| Team Ineos \| + 1 min 30 s \| \| \| 3.º \| Geraint Thomas \| Team Ineos \| + 1 min 35 s \| \| \| 4.º \| Steven Kruijswijk \| Team Jumbo-Visma \| + 1 min 47 s \| \| \| 5.º \| Thibaut Pinot \| Groupama-FDJ \| + 1 min 50 s \| \| \| 6.º \| Emanuel Buchmann \| Bora-Hansgrohe \| + 2 min 14 s \| \| \| 7.º \| Nairo Quintana \| Movistar Team \| + 3 min 54 s \| \| \| 8.º \| Mikel Landa \| Movistar Team \| + 4 min 54 s \| \| \| 9.º \| Rigoberto Urán \| EF Education First \| + 5 min 33 s \| \| \| 10.º \| Alejandro Valverde \| Movistar Team \| + 5 min 58 s \| \| |                    |                       |                  |
| |                    |                       |                  |
| Fuente: ProCyclingStats |                    |                       |                  |
| Clasificación general |                    |                       |                  |
| Ciclista | Ciclista           | Equipo                | Tiempo           |
| 1.º | Julian Alaphilippe | Deceuninck-Quick Step | 75 h 18 min 49 s |
| 2.º | Egan Bernal        | Team Ineos            | + 1 min 30 s     |
| 3.º | Geraint Thomas     | Team Ineos            | + 1 min 35 s     |
| 4.º | Steven Kruijswijk  | Team Jumbo-Visma      | + 1 min 47 s     |
| 5.º | Thibaut Pinot      | Groupama-FDJ          | + 1 min 50 s     |
| 6.º | Emanuel Buchmann   | Bora-Hansgrohe        | + 2 min 14 s     |
| 7.º | Nairo Quintana     | Movistar Team         | + 3 min 54 s     |
| 8.º | Mikel Landa        | Movistar Team         | + 4 min 54 s     |
| 9.º | Rigoberto Urán     | EF Education First    | + 5 min 33 s     |
| 10.º | Alejandro Valverde | Movistar Team         | + 5 min 58 s     |

### Clasificación por puntos(Maillot Vert)
| Clasificación por puntos | Clasificación por puntos | Clasificación por puntos | Clasificación por puntos | Clasificación por puntos |
| Ciclista                 | Ciclista                 | Equipo                   | Puntos                   |                          |
| ------------------------ | ------------------------ | ------------------------ | ------------------------ | ------------------------ |
| 1.º                      | Peter Sagan              | Bora-Hansgrohe           | 309 pts                  |                          |
| 2.º                      | Elia Viviani             | Deceuninck-Quick Step    | 224 pts                  |                          |
| 3.º                      | Sonny Colbrelli          | Bahrain-Merida           | 203 pts                  |                          |
| 4.º                      | Michael Matthews         | Team Sunweb              | 201 pts                  |                          |
| 5.º                      | Caleb Ewan               | Lotto-Soudal             | 198 pts                  |                          |
| 6.º                      | Matteo Trentin           | Mitchelton-Scott         | 180 pts                  |                          |
| 7.º                      | Jasper Stuyven           | Trek-Segafredo           | 157 pts                  |                          |
| 8.º                      | Greg Van Avermaet        | CCC Team                 | 149 pts                  |                          |
| 9.º                      | Julian Alaphilippe       | Deceuninck-Quick Step    | 119 pts                  |                          |
| 10.º                     | Dylan Groenewegen        | Team Jumbo-Visma         | 116 pts                  |                          |

### Clasificación de la montaña(Maillot à Pois Rouges)
| Clasificación de la montaña | Clasificación de la montaña | Clasificación de la montaña | Clasificación de la montaña | Clasificación de la montaña |
| Ciclista                    | Ciclista                    | Equipo                      | Puntos                      |                             |
| --------------------------- | --------------------------- | --------------------------- | --------------------------- | --------------------------- |
| 1.º                         | Romain Bardet               | AG2R La Mondiale            | 86 pts                      |                             |
| 2.º                         | Tim Wellens                 | Lotto-Soudal                | 74 pts                      |                             |
| 3.º                         | Damiano Caruso              | Bahrain-Merida              | 60 pts                      |                             |
| 4.º                         | Nairo Quintana              | Movistar Team               | 58 pts                      |                             |
| 5.º                         | Thibaut Pinot               | Groupama-FDJ                | 50 pts                      |                             |
| 6.º                         | Alexéi Lutsenko             | Astana                      | 45 pts                      |                             |
| 7.º                         | Thomas de Gendt             | Lotto-Soudal                | 38 pts                      |                             |
| 8.º                         | Julian Alaphilippe          | Deceuninck-Quick Step       | 33 pts                      |                             |
| 9.º                         | Michael Woods               | EF Education First          | 31 pts                      |                             |
| 10.º                        | Giulio Ciccone              | Trek-Segafredo              | 30 pts                      |                             |

### Clasificación del mejor joven(Maillot Blanc)
| Clasificación del mejor joven | Clasificación del mejor joven | Clasificación del mejor joven | Clasificación del mejor joven | Clasificación del mejor joven |
| Ciclista                      | Ciclista                      | Equipo                        | Tiempo                        |                               |
| ----------------------------- | ----------------------------- | ----------------------------- | ----------------------------- | ----------------------------- |
| 1.º                           | Egan Bernal                   | Team Ineos                    | 75 h 20 min 19 s              |                               |
| 2.º                           | David Gaudu                   | Groupama-FDJ                  | + 17 min 07 s                 |                               |
| 3.º                           | Enric Mas                     | Deceuninck-Quick Step         | + 48 min 11 s                 |                               |
| 4.º                           | Laurens De Plus               | Team Jumbo-Visma              | + 56 min 56 s                 |                               |
| 5.º                           | Gregor Mühlberger             | Bora-Hansgrohe                | + 1 h 02 min 20 s             |                               |
| 6.º                           | Giulio Ciccone                | Trek-Segafredo                | + 1 h 09 min 18 s             |                               |
| 7.º                           | Lennard Kämna                 | Team Sunweb                   | + 1 h 22 min 22 s             |                               |
| 8.º                           | Tiesj Benoot                  | Lotto-Soudal                  | + 1 h 28 min 09 s             |                               |
| 9.º                           | Nils Politt                   | Katusha-Alpecin               | + 1 h 42 min 00 s             |                               |
| 10.º                          | Gianni Moscon                 | Team Ineos                    | + 2 h 00 min 42 s             |                               |

### Clasificación por equipos(Classement par Équipe)
| Clasificación por equipos | Clasificación por equipos | Clasificación por equipos | Clasificación por equipos |
| Equipo                    | Equipo                    | Tiempo                    |                           |
| ------------------------- | ------------------------- | ------------------------- | ------------------------- |
| 1.º                       | Movistar Team             | 226 h 02 min 13 s         |                           |
| 2.º                       | Trek-Segafredo            | + 20 min 38 s             |                           |
| 3.º                       | EF Education First        | + 59 min 11 s             |                           |
| 4.º                       | Ineos                     | + 1 h 00 min 27 s         |                           |
| 5.º                       | Groupama-FDJ              | + 1 h 05 min 31 s         |                           |
| 6.º                       | Bora-hansgrohe            | + 1 h 11 min 08 s         |                           |
| 7.º                       | Team Jumbo-Visma          | + 1 h 24 min 25 s         |                           |
| 8.º                       | UAE Team Emirates         | + 1 h 27 min 48 s         |                           |
| 9.º                       | AG2R La Mondiale          | + 1 h 35 min 32 s         |                           |
| 10.º                      | Mitchelton-Scott          | + 1 h 58 min 56 s         |                           |

## Abandonos
- Søren Kragh Andersen, con dolor al sentarse en el sillín, no tomó la salida.[2]
- Lukas Pöstlberger, por motivos familiares, no tomó la salida.[3]